# Marine One

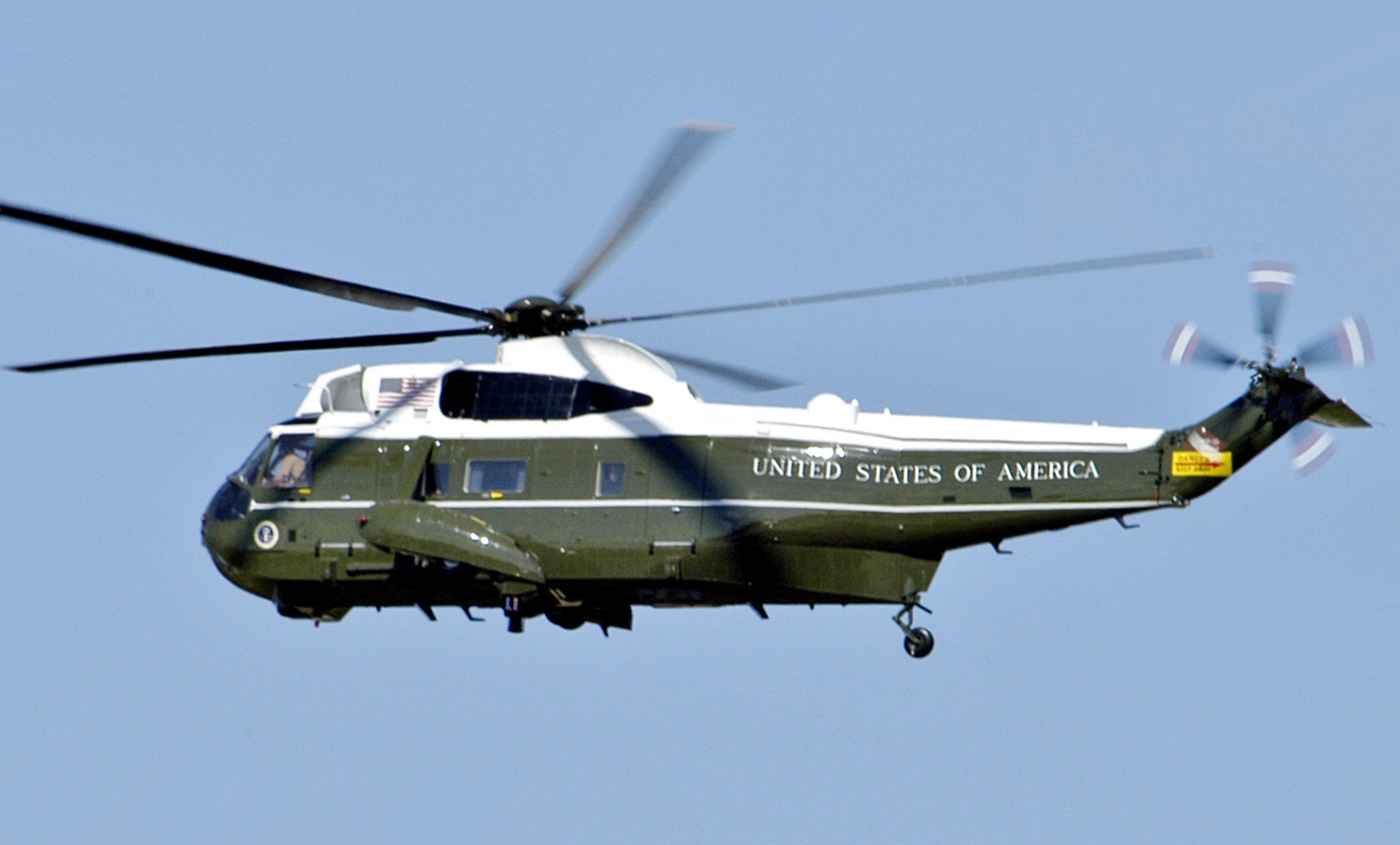
Marine One в польоті над Вашингтоном у 2005 р.

Marine One (Морпіх Один) є повітряним судном Корпусу морської піхоти США, що перевозить Президента США. Зазвичай під цим позивним розуміють вертоліт під керівництвом першої морської ескадрильї HMX-1 «Nighthawks», а саме: більший Sikorsky SH-3 Sea King або новіший та менший VH-60N «White Hawk». Повітряне судно морської піхоти США, що перевозить Віце-Президента США, має позивний Marine Two (Морпіх Два).

## Історія
Вперше вертоліт в ролі президентського перевізника було використано у 1957, коли Президент Дуайт Ейзенхауер послуговувався Bell UH-13J Sioux. Президент потребував можливості швидкої доставки до літнього будинку у Пенсільванії, бо зі зрозумілих причин Air Force One не міг цього зробити ні біля Білого Дому, ні біля літнього. Ейзенхауер віддав розпорядження знайти інший спосіб добирання, в результаті чого як транспортний засіб було визначено Sikorsky UH-34 Seahorse. Раннім моделям повітряного судна бракувало робочого комфорту типу кондиціонерів чи вбиральні, що буде реалізовано в подальших моделях.

## Оновлення моделі
Теракт 11 вересня призвів до порозуміння, що флот вертольотів зі статусом Marine One потребували суттєвих змін систем зв'язку, логістики та безпеки. Однак ці заходи надмірно збільшували масу повітряного судна.[5]
В квітні 2002 р. Міністерство оборони США ініціювало програму VXX для розробки нового засобу транспортування VIP осіб президентського рівня. Виконання програми було доручено ВМС США. Часом введення в експлуатацію було встановлено 2011 рік.[9] Білий Дім надіслав запит Міністру оборони для прискорення розробки нового судна до листопада 2002 р., однак зі відповіді МО США було зрозуміло, що нова модель буде готова лише до кінця.[5] З цією метою МО США звернулась до компаній-учасниць тендерної процедури розпочати конструкторські роботи і безпосередню збірку одночасно[9].

## Діяльність сьогодні
Marine One деколи має більшу перевагу перед автомобільним сполученням, котре може бути дорогим і логістично невиправданим. Контрольований повітряний простір є додатковим чинником безпеки для вертольота. Marine One використовується також для обслуговування старшого складу Кабінету та учасників іноземних делегацій. Станом на 2009 р. ескадрилья HMX-1 «Nighthawks» оперує в загальній кількості 35 апаратами чотирьох типів[17].

## Світлини

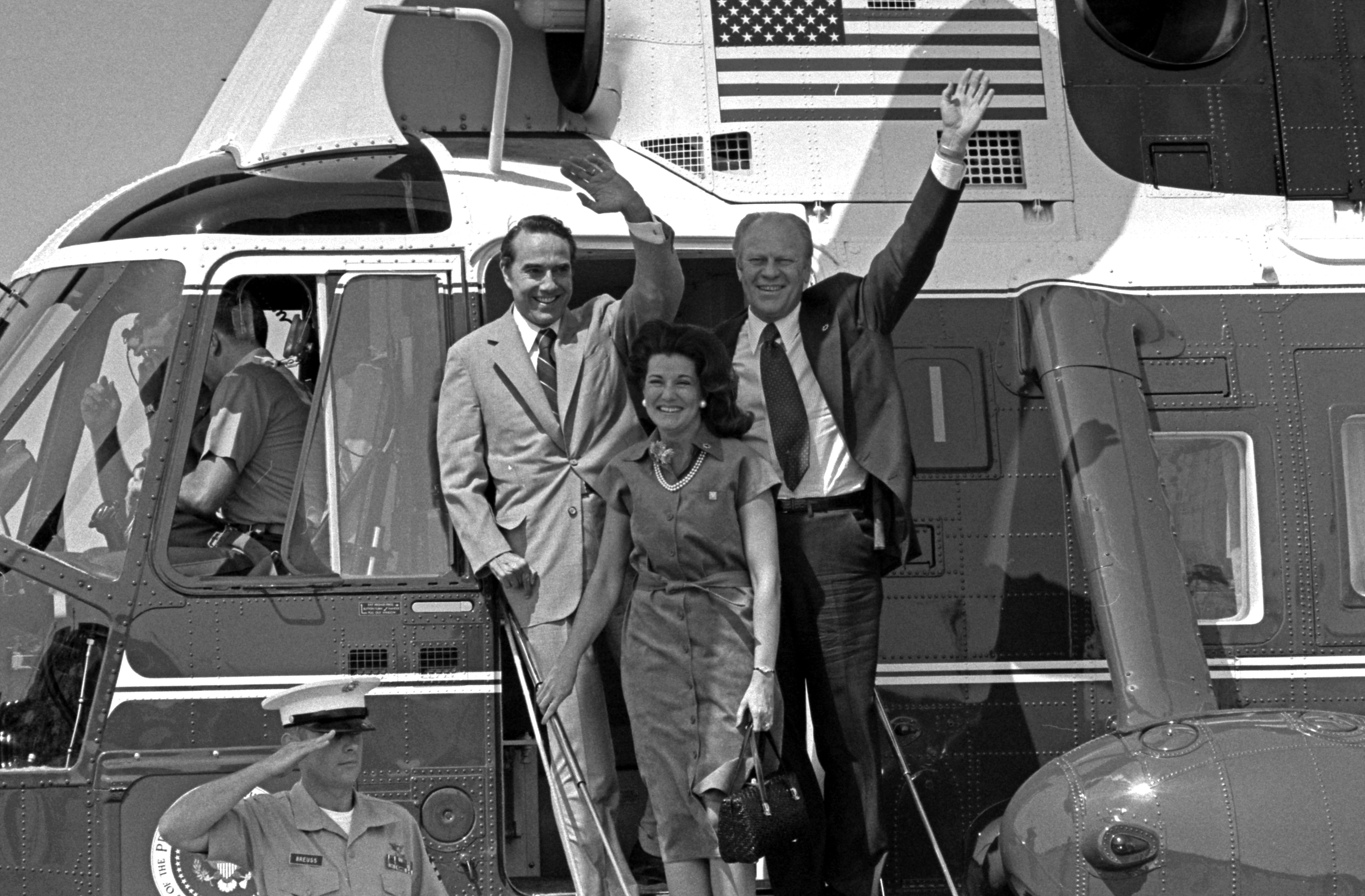
Висадка за участю сенаторів Robert Dole, Elizabeth Dole та Президента Джеральда Форда з Marine One у 1976 р.
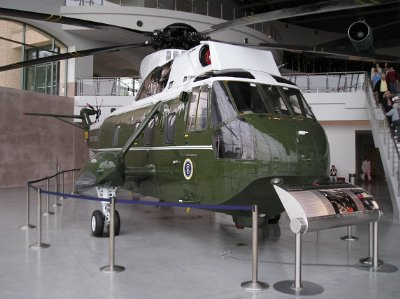
Колишній Marine One на території бібліотеки Рональда Рейгена.
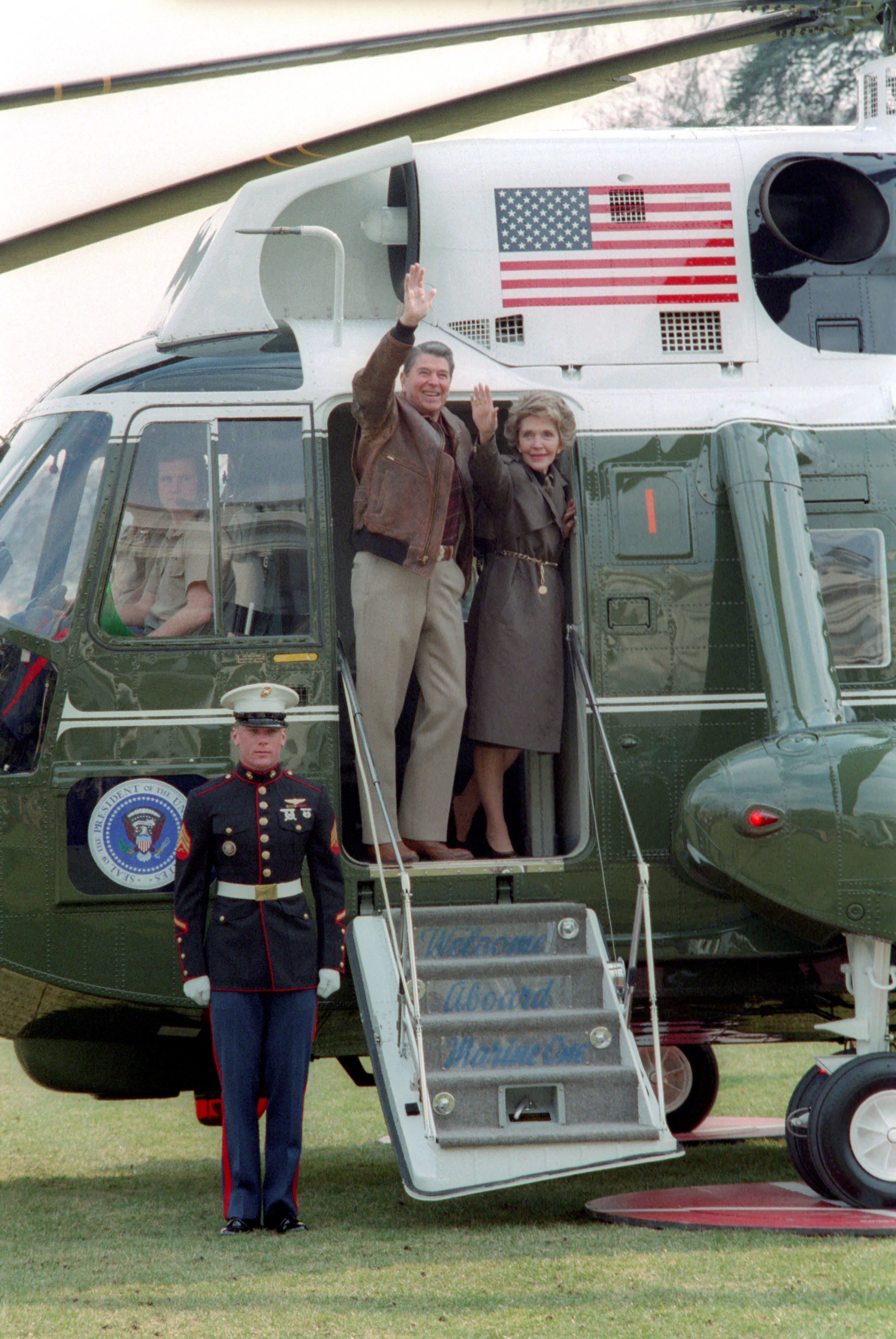
Президент Рональд Рейган та Перша Леді Nancy Reagan здійснюють посадку в Marine One у 1987 р.
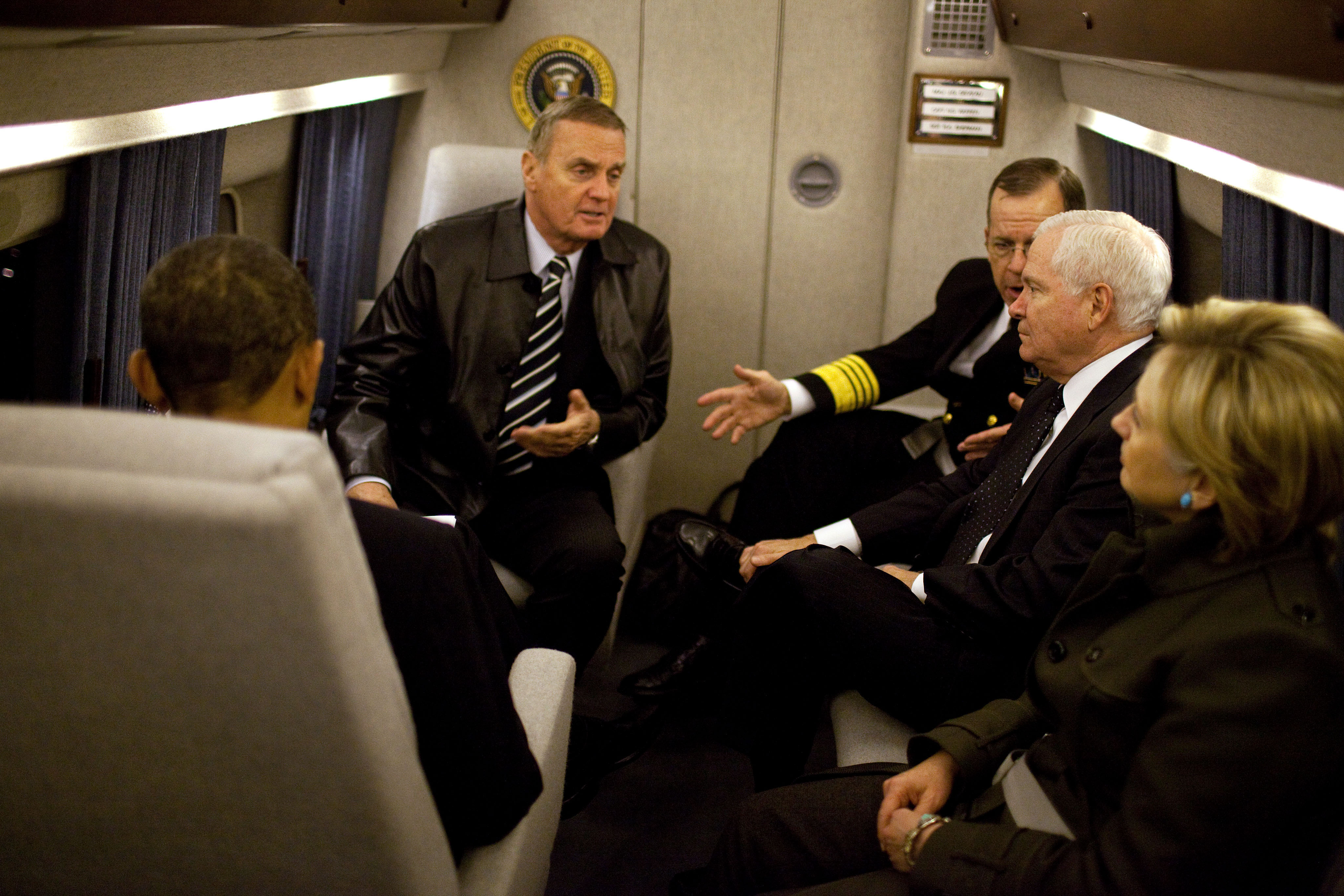
Всередині VH-3D Sea King Marine One при перевезенні Президента Барака Обами
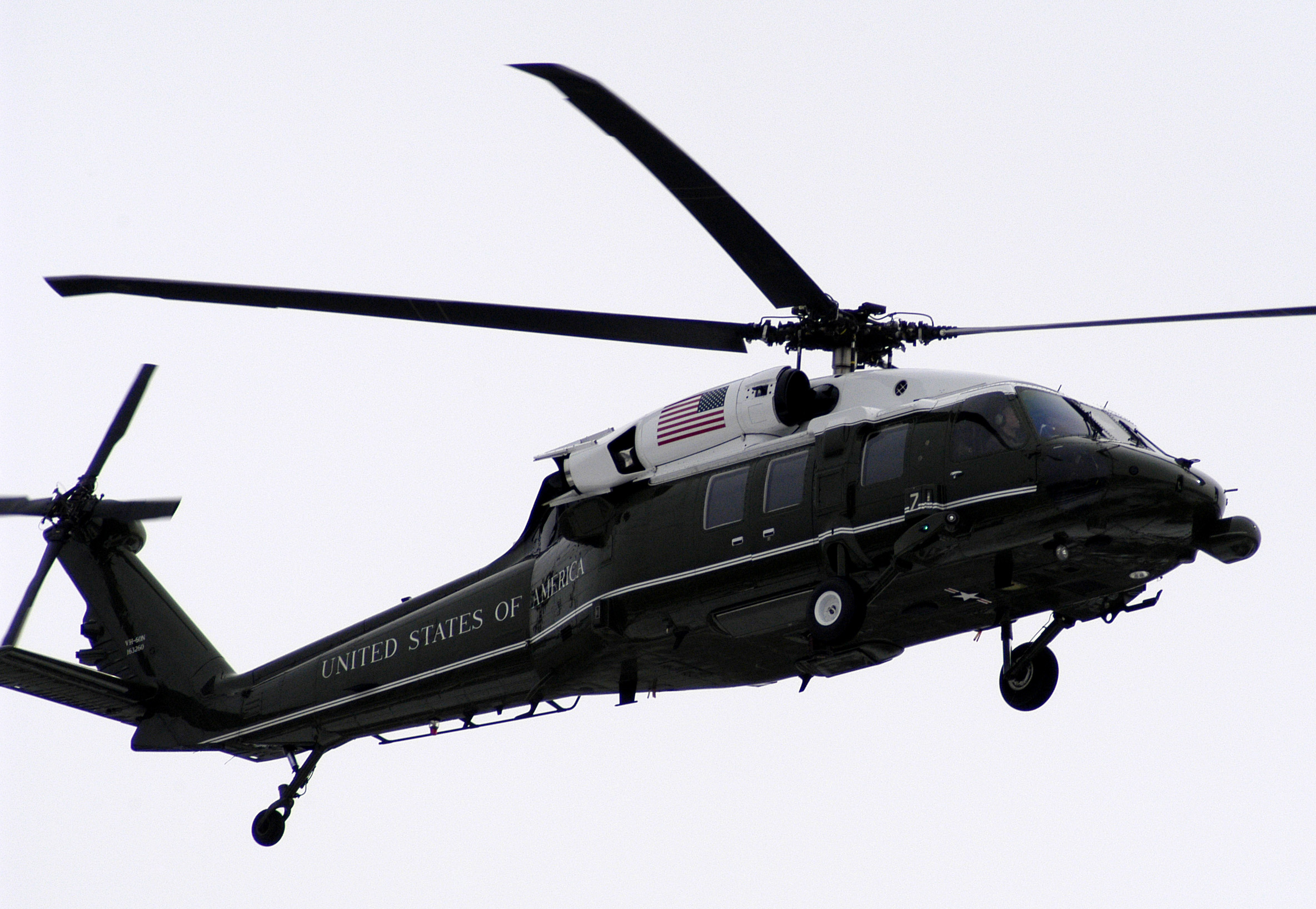
VH-60N над Вашингтоном DC